# РМЗ (Тугайкуль)
РМЗ (Тугайкуль) — посёлок в Челябинской области России, в настоящее время не входит в состав города Копейска, но включён в Копейский городской округ.

## Название
Согласно башкирской легенде, тюрки нарекли озеро именем «Тугай», что означает «Луг» или «низменность, покрытая лесом», потому что местность была лесистой, с лугами, лужайками, луговинами, чистыми болотцами.
Копейский рудоремонтный завод был переименован в Копейский ремонтно-механический завод — КРМЗ, отсюда современное название посёлка — РМЗ.

## География
Посёлок расположен на юге Западно-Сибирской равнины, недалеко от города Копейска, связан с ним автодорогой. Рядом находится посёлок городского типа Горняк. Находится к Востоку от оз. Шелюгина и к северу от оз. Курладов. К северу от РМЗ находятся 2 безымянных пруда рядом с КЗТО на Красной Горнячке и Красноухим карьером рядом с посёлком Горняк.

## Население
В 1826 в послении числилось 7 дворов, 4 служилых и 14 малолетних и нестроевых казаков. Позже в 1841: 9 дворов, 19 душ мужского пола и 28 женского. В 1866, согласно справочника населенных мест Оренбургской губернии - 89 мужчин и 112 женщин.
| Год       | 1826 | 1841 | 1866 | 1873 | 1889 | 1900 | 1916 | 1926 | 1938 | 2023  |
| --------- | ---- | ---- | ---- | ---- | ---- | ---- | ---- | ---- | ---- | ----- |
| Население | 18   | 47   | 201  | 221  | 223  | 302  | 419  | 425  | 2501 | 10500 |

В настоящее время в посёлке проживает чуть более 10 тысяч человек. Большинство из них русские и немцы, конфессионально жители РМЗ христиане.

## История
Первые упомянания Тугайкуля относятся к 1610 году. 
Посёлок Тугайкуль возник в 1736 году как фортпост крепости Челяба, как выселок оренбургского казачьего ведомства на одноименном озере.
В 1810 году упоминается как подгородная деревня в "Метрической книге Миасской крепости", где есть запись: "Венчан города Челябы подгородной деревни Тугайкуль малолеток казачей сын Николай Курочкин, Мияской крепости с казачей дочкой девкой Пелагеей Козыревой.."
В 1877 г. при межевании земель Оренбургского казачьего войска по закону 1869 г. за посёлком была закреплена дача (владение) размером 3100 десятин, в том числе: пахотной земли — 2628 десятин, лугов — 90 десятин, лесов — 115 десятин, пастбищ — 45 десятин, водных угодий 104 десятины. 
Известно что с 1900 года в местности начались непрофессиональные угольные разработки.
С началом разработок каменного угля в 1904 году, в Тугайкуле начало появляться новое население. Профессиональные рабочие прибыли из близлежащих качкарских золотоносных шахт, чтобы принять участие в добыче угля. Челябинские предприниматели, такие как братья Покровские и купец Злоказов занимались открытием новых шахт. С территории поселковой дачи выделяли участки под копи, где наемные рабочие копали шурфы. В этих шурфах делали рассечки и добывали уголь, который затем поднимали на поверхность, используя бадьи.
Летом 1906 года в Тугайкуль приезжал генерал-губернатор и наказной атаман Орнебургского казачьего войска Николай Александрович Сухомлинов. К его приезду долго готовились, встретили с хлебом и солью у Фатеевского поселка. Сухомлинов подарил всем казакам книжки в память о своем посещении. Проводили его до посёлка Козырева, откуда он отправился в Миасскую станицу. 
Первые шахты были открыты в 1907—1908 годах — Екатерининская, Александра, Валентина. В 1913 открылись ещё шахты Иван и Николай. Они принадлежали  "Екатерининским каменноугольным копям товарищества И. Н. Ашинина".
В период Гражданской войны в 1919 в местности Тугайкуля шли бои.
К 1926 году посёлок входил в территорию Челябкопей.
В период Второй мировой войны, почти все прилегающие леса были вырублены на производственные нужды. На основе энергоуправления треста "Копейскуголь" и эвакуированного Новочеркасского завода имени Войкого, 10 сентября 1942 года, был основан Копейский рудоремонтный завод, который впоследствии был переименован в Копейский ремонтно-механический завод (КРМЗ, отсуда же и название поселка РМЗ)
В РМЗ родился герой Советского Союза Иван Николаевич Васильев, получивший данную высшую награду за участие в битве при переправе через Днепр.
В 1950-е воды озера Тугайкуль были перекачаны по трубам в Курлады, а на месте бывшего озера образовался угольный разрез.

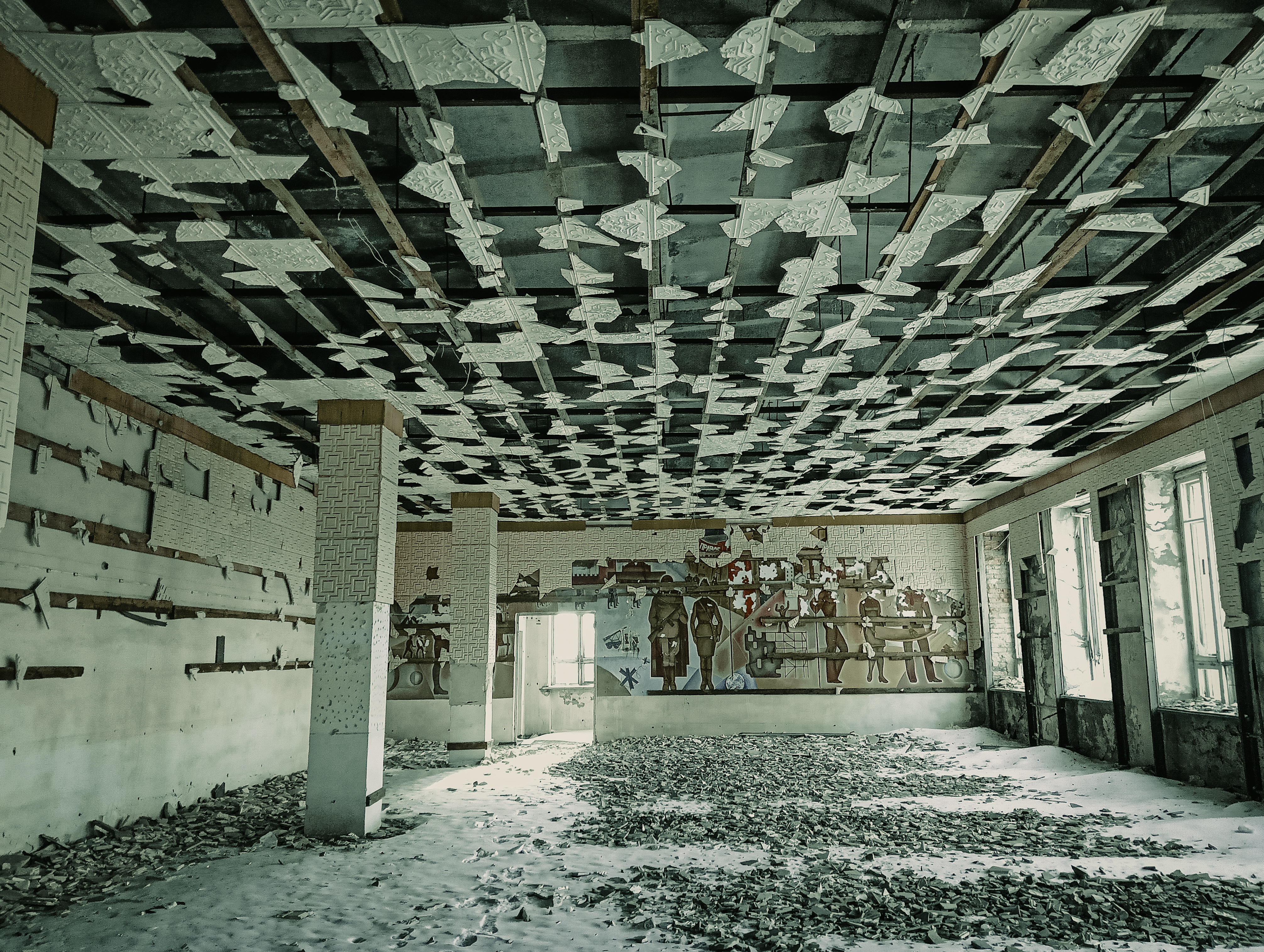
заброшенная часть КАРЗа внутри

В 1972 году на промзоне Копейского авторемонтного завода произошел незначительный инцидент, связанный с утечкой химических отходов (также Андреевский инцидент или КАРЗовская авария). Согласно официальным данным, от утечки на КАРЗе пострадало около 25 человек - все работники химзавода. Однако позже выяснилось, что военный госпиталь, расположенный скрытно на территории промзоны, также функционировал в момент аварии. Проведенные исследования показали, что не менее 75 человек в госпитале пострадали от случившегося, обнаружив в разных случаях химические ожоги и отравления. О точном числе жертв инцидента нет данных. После инцидента, завод не работал несколько лет. Это обусловлено не только предполагаемой опасностью химикатов, но и изменением настроений и отношения населения к месту после событий. Окрестные поселки начали распространять слухи, что промзона КАРЗа стала некой аномальной зоной, где ночью происходили странные явления. Слухи о подозрительных светящихся объектах и фигурах, не похожих на людей, вызвали беспокойство среди населения. В милицию неоднократно обращались на протяжении многих лет с сообщениями о светящихся существах, бродящих по заброшенному заводу, кроме того позже молва оконкретизировала легенду и сообщали уже о неком мальчике Андрее (по слухам - пробрался в день аварии к отцу на работу и погиб во время утечки), заманивающем местных жителей на территорию бывшего химзавода и военного госпиталя.
В 1990-е были попытки возрождения казачества, в Копейске было создано казачье общество «Станица Тугайульская», в которое вошли хутора (посёлки): Потанино, Вахрушево, Козырево, Бажово, посёлок РМЗ, Смолинский (г. Челябинск). В обществе зарегистрировано около 400 потомственных казаков. 
Самым крупным предприятием посёлка в 2000-х был и остается по сей день КРМЗ.

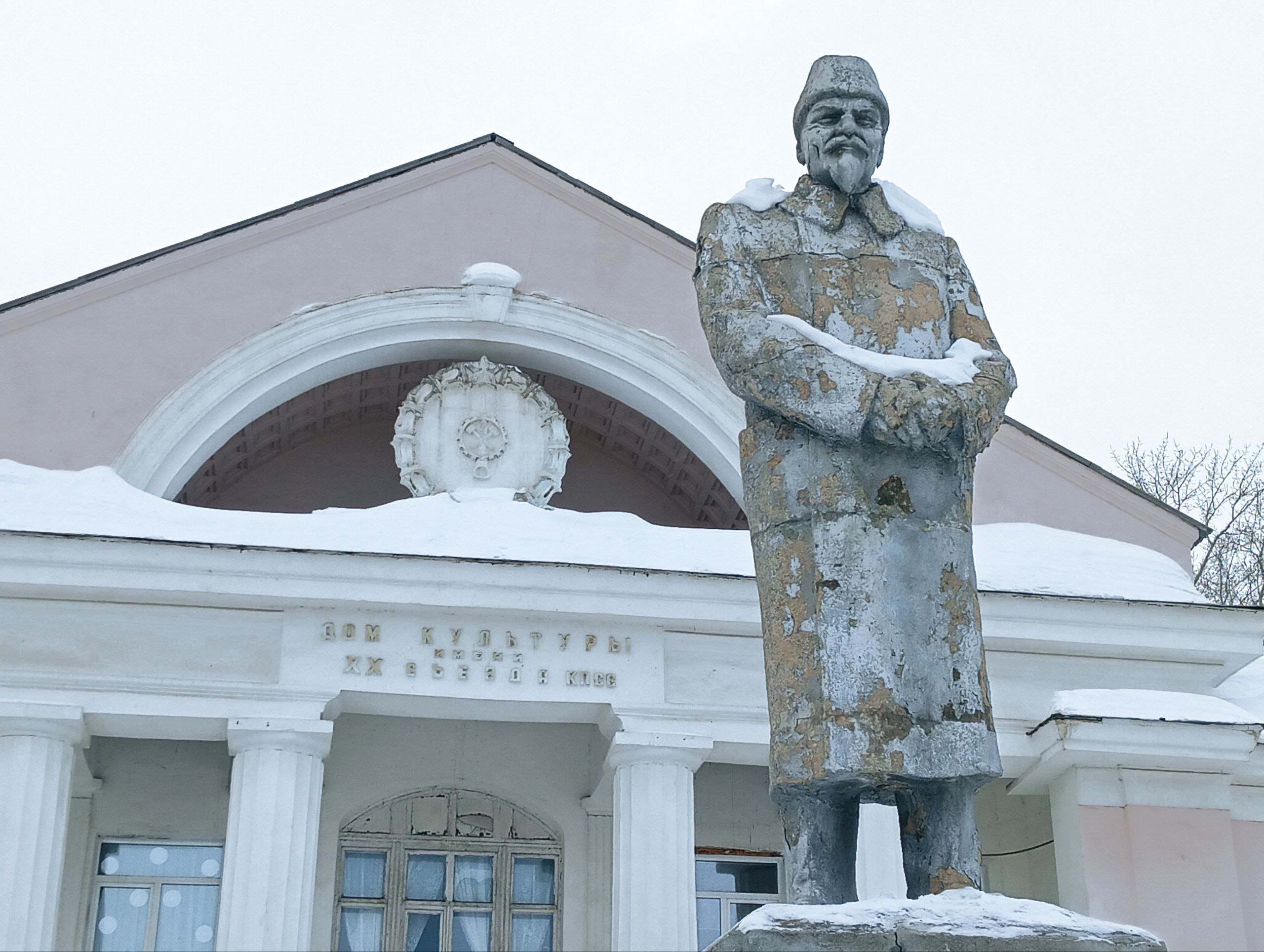
ДК имени XX съезда КПСС

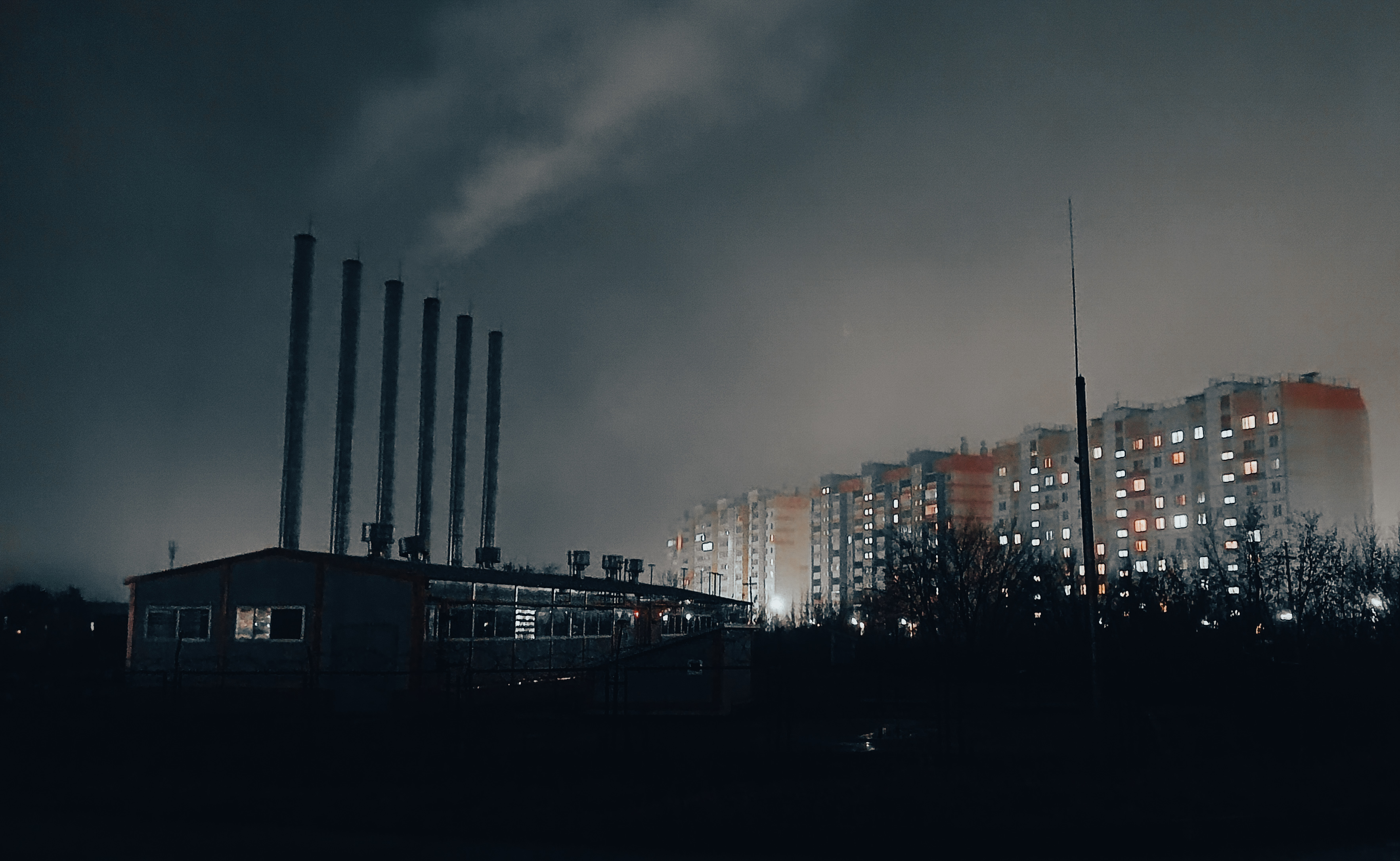
поселок, вид на котельную и многоэтажки ночью

В 2020 году на муниципальных выборах в Собрание депутатов Копейского городского округа по 4 избирательному округу (в который входит поселок Тугайкуль) победу одержала Ирина Меркер (бывшая Труш). На этих выборах Ирина Александровна баллотировалась самовыдвиженцем, однако на данный момент партийность действующего депутата - член ЛДПР.  Меркер-Труш остается действующим депутатом горсобрания Копейска до муниципальных выборов региона, которые пройдут в сентябре 2025 года.

## Инфраструктура
В посёлке функционирует открытая в 2023 году школа № 16 им. героя РФ и ДНР О. С. Качуры, также детские сады № 9, № 10 и № 41. На РМЗ есть почтовое отделение, работают продуктовые ларьки, супермаркеты «Магнит», «Пятёрочка», «Монетка» и алкомаркет «Красное и Белое», есть несколько аптек и пунктов выдачи «Вайлдбериз» и «Ozon». В старой части РМЗ есть ДК им. XX съезда КПСС.

## Транспорт
Через посёлок проходят маршруты Копейских городских и Челябинских маршрутных такси.
Маршрут Школа № 16 — РСУ (Тугайкуль) — Копейск — маршрутное такси № 21А
Маршрут КРМЗ - пос. Шахты №20 - Копейск — маршрутное такси №23
Маршрут ЧЭГРЭС - ул. Лескова - КРМЗ - пос. Шахты №20 - Копейск — маршрутное такси №29
Маршруты в Челябинск:
№ 478 РСУ (Тугайкуль) — Цирк